# Aeroportul Port Nelson
Aeroportul Port Nelson (IATA: RCY, ICAO: MYRP) este un aeroport din Rum Cay⁠(d), Bahamas ce deservește zona Rum Cay⁠(d).
Situat la o altitudine de 5 m, aeroportul dispune de o singură pistă.